# Mosko Alkalai

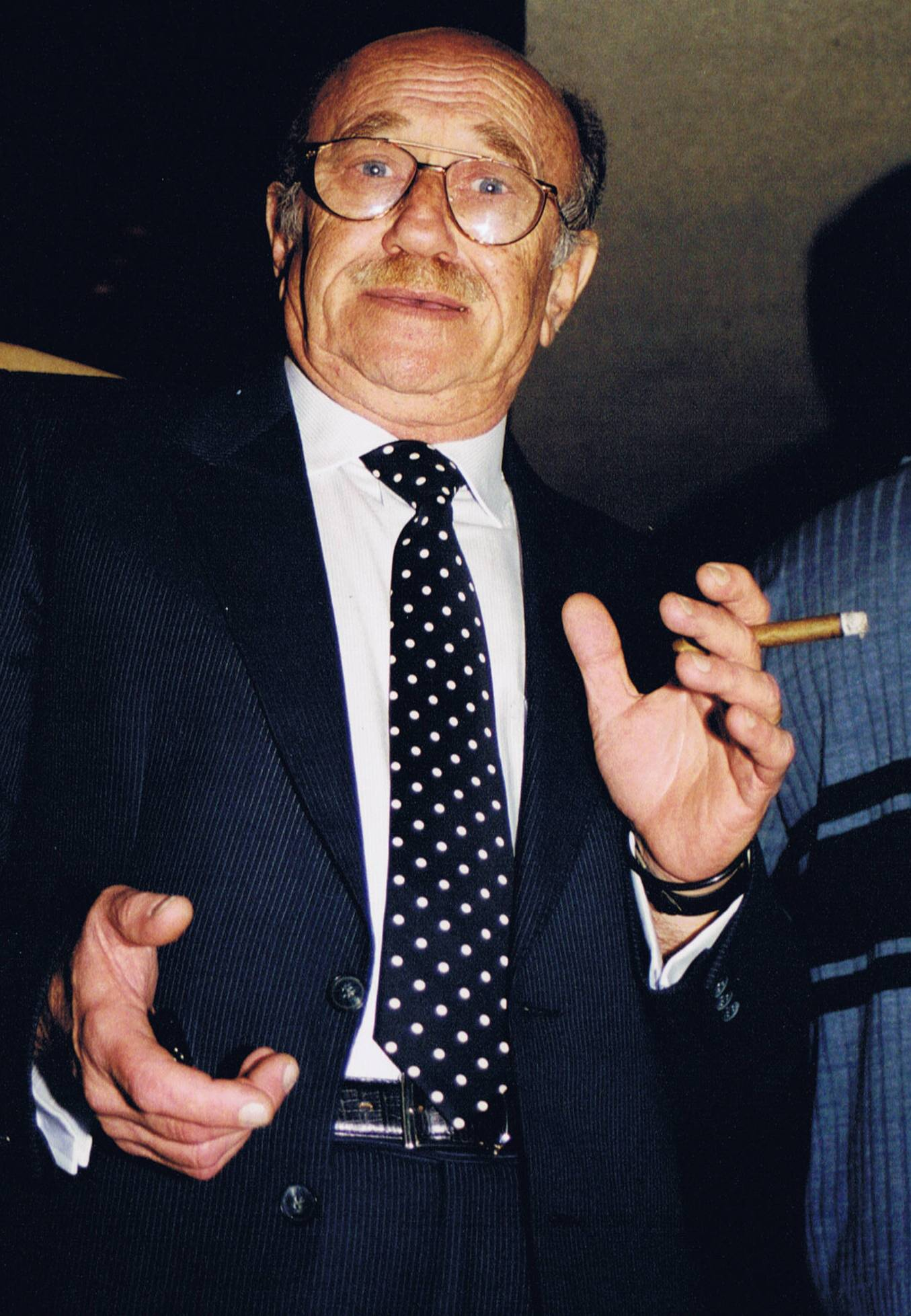
Moscu AlcalaI

Mosko Alkalai (hebräisch מוסקו אלקלעי; auch Moscu Alkalai oder Moscu Alcalay; * 11. März 1931 in Bukarest; † 1. April 2008 in Tel Aviv) war ein rumänisch-israelischer Theater- und Filmschauspieler.

## Leben
Alcalai wurde in Bukarest in eine sephardische Familie geboren.
Er studierte Schauspiel an der Theaterakademie (Academiei de Arte Dramatice din București) in Bukarest. Von 1948 bis 1962 spielte er auf verschiedenen Bukarester Theaterbühnen hauptsächlich Rollen der klassischen europäischen Theaterliteratur, u. a. in Molières Der eingebildete Kranke, Ibsens Hedda Gabler, Was ihr wollt von Shakespeare, Cyrano von Bergerac von Edmond Rostand sowie in Stücken von Bertolt Brecht, Georges Feydeau, Arthur Miller und Anton Tschechow.
1962 wanderte er nach Israel aus. Sein Debüt als Filmschauspieler hatte er 1967 in dem israelischen Film Erwinka unter der Regie von Ephraim Kishon. 1969 übernahm er eine Rolle in Kishons Film Der Blaumilchkanal, und er spielte die Hauptrolle in der Komödie Wovon die Frauen träumen von Shlomo Suriano, ein Film, der in Israel wegen pornografischer Szenen verboten wurde. 1975 hatte er sein Bühnendebüt am renommierten Habimah in Tel-Aviv.
1979 übernahm er die Rolle des Apostels Matthäus in John Krishs (1923–2016) und Peter Sykes Jesus-Film. Der Film floppte zwar an den Kinokassen, gehört aber, dank der geschickten Promotion durch Bill Bright und der Förderung und Verbreitung durch evangelikale Kreise und die Katholische Kirche zu den meistgesehenen Filmen der Filmgeschichte überhaupt. 1991 hatte er eine Nebenrolle in István Szabós Zauber der Venus. Seinen letzten Film Landsman, der erst ein Jahr nach seinem Tod in die ungarischen Kinos kam, drehte er unter der Regie von Dor Mosessco.
Er war verheiratet mit Rodika Akalai, geb. Pascal, das Paar hatte zwei Söhne. Alkalai starb am 1. April 2008 in Tel Aviv. Vor der Bestattung auf dem Friedhof Kiryat Shaul wurde sein Sarg vor dem  Habimah National Theater in Tel Aviv aufgestellt.

## Mitgliedschaften, Ehrungen
Alkalai war Vorsitzender der Israeli Union of Performing Arts, Mitglied der Israeli Film Academy und des Israeli Arts Council. 2003 wurde er von der Israelischen Filmakademie für sein Lebenswerk ausgezeichnet.